# Ursus thibetanus gedrosianus
El oso negro de Baluchistán (Ursus thibetanus gedrosianus) es una subespecie del oso negro  que se encuentra en zonas altas de la provincia de Baluchistán, al suroeste de Pakistán y sureste de Irán.